# Agalega
Le isole Agalega sono due isole (isola Nord e isola Sud) dell'Oceano indiano, a 1.100 km a nord di Mauritius a cui appartengono.

## Geografia
Hanno una superficie complessiva di 70 km² ed una popolazione di circa 300 persone.
Amministrativamente appartengono alla dipendenza Agalega e Saint Brandon. Le due isole sono separate da un canale largo circa 1,5 km, ma sono uniti da uno stretto banco di sabbia denominato "La Passe" durante la bassa marea.

### Isola Nord
Sull'isola Nord è situato il capoluogo della dipendenza, Vingt Cinq. Dotata dell'unica pista di atterraggio dell'arcipelago, come abitati l'isola Nord, oltre al capoluogo ha il villaggio di La Fourche. I villaggi sono dotati di strutture scolastiche primarie, un ospedale, un luogo di culto ed una stazione meteorologica.

### Isola Sud
Nell'isola Sud è situato il villaggio Sainte Rita, dotato di scuola primaria e di un edificio di culto.